# Asota biformis
Asota biformis är en fjärilsart som beskrevs av Rothschild 1897. Asota biformis ingår i släktet Asota och familjen nattflyn. Inga underarter finns listade i Catalogue of Life.